# René de Froulay de Tessé
René III de Froulay, comte de Tessé (né au Mans le 14 mai 1648, mort à Yerres en résidence chez les Camaldules de Gros-Bois, le 30 mars 1725), lieutenant-général pour les provinces du Maine, du Perche et de Laval, maréchal de France, général des galères de France, premier écuyer de la Dauphine et grand d'Espagne, chevalier de l'ordre de la Toison d'or, est un officier général de Louis XIV et diplomate sous la Régence.

## Biographie

### L'homme de guerre
Arrière-petit-fils de Jean de Beaumanoir (1551-1614), fils de René II de Tessé et de Madeleine de Maugé († 1682), il est le frère aîné de Philibert-Emmanuel de Froulay, dit le chevalier de Tessé.
René III servit comme aide de Camp du maréchal de Créquy en 1669 puis combattit au cours de la guerre de Hollande.
En 1674, il leva le régiment Tessé-Dragons. La même année, il rejoignit l'armée du Roussillon commandée par le comte de Schomberg, et s'illustra à Saint-Jean-de-Pagès (Saint-Jean-Pla-de-Corts) le 26 juin. En janvier 1675, il fut nommé pour commander la cavalerie de l'expédition de Messine. En 1681, il procura à son frère le régiment Bursard Dragons. En 1685, il acheta une charge révolue de général des carabins, dont le roi lui fit une charge de mestre de camp général des dragons. À la révocation de l'édit de Nantes (1685), il fut chargé des dragonnades dans la principauté d'Orange. En 1686, il commandait en chef dans le Languedoc et le Dauphiné. Il obtint le grade de maréchal de camp en 1688, puis de colonel général des dragons en 1692, succédant à Louis François de Boufflers.
Au cours de la guerre de la Ligue d'Augsbourg, sous les ordres du général de Montclar et avec le concours d'Ezéchiel de Mélac, il joua un rôle de premier plan dans le sac du Palatinat, ordonné par Louvois (janvier-février 1689). Dans les derniers mois de la guerre, il soutint avec succès le siège du fort de Pignerol en Valteline (1693). 
Lors de la guerre de Succession d'Espagne en 1702, il défendit Mantoue assiégée et reçut trois blessures. Il obtint la distinction de maréchal de France en 1703 et fut nommé général en chef des armées d'Espagne l'année suivante en remplacement de Berwick. À ce poste, son premier ordre fut de lever le siège de Gibraltar, opération coûteuse qui, au début de l'année 1705, n'avait porté aucun fruit. La part faite de l'indolence du marquis de Villadarias, le problème tenait au ravitaillement perpétuel des assiégés par la flotte anglaise : Tessé en conclut que Gibraltar ne pourrait tomber qu'à la suite d'une action terrestre et maritime combinée. Toutefois, la destruction de l'escadre française dépêchée à cette fin le 21 mars 1705 lors de la bataille de Marbella mit un terme à son entreprise. Tessé décida l'abandon du siège à la fin d'avril.
Il s'appliqua ensuite à repousser l'invasion anglo-portugaise dirigée par Henri de Massué. Tessé laissa du terrain aux envahisseurs, puis les vainquit à Badajoz et à Alcántara.
En 1706 il se consacra au siège de Barcelone, ville cernée par voie de mer par l'escadre du Comte de Toulouse. Malgré une puissance de feu inadaptée, les Français parvinrent à pratiquer trois brèches dans les fortifications. Mais avant que Tessé se soit décidé à attaquer la ville, une flotte de secours commandée par John Leake fut annoncée, provoquant la fuite de l'escadre du comte de Toulouse le 10 mai. Tessé leva promptement le siège dans la nuit du 11 au 12 mai, abandonnant sur place des blessés, des canons, et des caisses de munition. Ce repli fut sévèrement blâmé par le ministère et Tessé fut relevé de son commandement (pour l'anecdote, une éclipse de soleil eut lieu le jour de l'abandon de la ville).
Mais en 1707, il tint en échec Eugène de Savoie-Carignan au Siège de Toulon (1707). Le généralissime autrichien avait traversé le Var le 11 juillet et, malgré le dilettantisme de Victor Amédée II de Savoie, avait atteint Fréjus le 16, faisant sa jonction avec l'Anglais Shovell et la flotte anglaise. Mais l'attentisme du duc de Savoie ralentit à nouveau la progression vers l'arsenal de Méditerranée, et laissa aux troupes du maréchal de Berwick, stationnées en Espagne, suffisamment de temps pour appuyer le maréchal de Tessé avant l'arrivée des assaillants (le 26 juillet). Le 14 août, le régiment de Tessé reprit les hauteurs de Sainte-Catherine, que les Impériaux avaient prises la semaine précédente ; le prince Eugène, voyant ses arrières près d'être coupés et réalisant la distance qui restait à franchir pour assiéger Toulon, n'eut plus qu'à renoncer à son offensive (22 août), et repassa le Var, perdant 10 000 hommes dans cette équipée. Le seul bénéfice de cette campagne fut le sabordage de 50 vaisseaux, que les Français avaient entrepris de peur que l'ennemi ne s'emparât de cette flotte, ce qui mit pour longtemps un terme à leur influence en Méditerranée.
En 1712, René de Tessé fut nommé général des galères, charge dont il se démit en 1716. Pendant la polysynodie, il siégea au Conseil de marine.

### Le diplomate
Entre 1693 et 1696 il tint avec Victor Amédée II de Savoie des pourparlers secrets qui aboutirent au traité de Turin (29 août 1696), et au mariage du duc de Bourgogne avec Marie-Adélaïde de Savoie.
En 1708 il fut nommé ambassadeur à Rome, puis en 1723 en Espagne, où il persuada l'ancien roi Philippe V d'Espagne de remonter sur le trône, son fils et successeur Louis Ier d'Espagne venant de décéder. René de Tessé se démit l’année suivante de sa charge d'ambassadeur en faveur de son fils.

### Inhumation
Charles Louis de Froulay, évêque du Mans, préside en 1726 au transfert du corps de René III à Vernie : « Le lundi 25 mars 1726, nous Charles Louis de Froullay, par la grâce de Dieu et ordination apostolique, évêque du Mans, conseiller du Roi en tous les conseils du Roi, d’état et privé, comte de Lyon, avons fait dans la chapelle du château de Vernie, le transport et la sépulture du corps de très haut et très puissant seigneur Monseigneur René sire de Froulay, comte de Tessé, marquis de Lavardin, baron d’Ambrières et d’Aunay, maréchal de France, grand d’Espagne, ambassadeur extraordinaire et plénipotentiaire à la Cour de Rome et à celle de Savoie, général des galères, premier et grand écuyer de la Reine, chevalier des Ordres du Roi et de la Toison d’or, colonel général des dragons de France, gouverneur d’Ypres, lieutenant général de la province du Maine, décédé en sa maison des Calmadules, près Paris, le 30 mars 1725, âgé de 77 ans. Signé : Ch de Froulay, évêque du Mans. »

### Mariage et descendance
René III de Froulay de Tessé épouse le 10 juin 1674 Marie Françoise Auber d'Aunay (14 février 1652 - Aunay sur Odon, 30 mars 1709), fille unique d'Antoine Auber, baron d'Aunay, et de Françoise de Villette. De cette union naissent sept enfants :
- René-Mans de Froulay, comte de Tessé, vicomte de Beaumont, de Fresnay et marquis de Lavardin, grand d'Espagne, mestre de camp du Régiment de Tessé (1689-1703) de 1699 à 1703,  brigadier en janvier 1707, maréchal de camp en 1707, lieutenant général le 8 mars 1718.
- René-Louis de Froulay, dit « le marquis de Tessé », chanoine de Lyon et abbé de Savigny, puis Baron d'Aunay, capitaine des gardes d'Orléans, marié en 1713 avec Marie-Françoise de Castan, Dont une fille : Casimire de Froulay de Tessé, née en août 1714, mariée en 1734 avec Charles Michel Gaspard de Saulx, marquis de Tavannes. Dont Charles François Casimir de Saulx, duc de Tavannes, baron d'Aunay ;
- René-François de Froulay, chevalier de Malte, abbé commendataire de l'Abbaye d'Aunay  ; brigadier des armées du Roi le 1er février 1719 ;
- Marie-Françoise Philiberte Damaris de Froulay Tessé, se maria, encore mineure, en 1697 avec Claude II Fouquet, marquis de la Varenne, baron de Sainte-Suzanne et gouverneur de La Flèche. Celui-ci étant mort le 23 février 1699, elle se remaria en 1714 avec Jean-François de Briqueville comte de la Luzerne, qui sera nommé en 1733 capitaine et gouverneur de la ville et du château de La Flèche.
- Gabrielle de Froulay Tessé
- Henriette-Marthe de Froulay Tessé épouse le 25 janvier 1698 François Édouard Colbert, marquis de Maulévrier (°1675 † 1er avril 1706).
- Françoise-Gabrielle de Froulay Tessé, abbesse de l'Abbaye de La Trinité de Caen 1720-1729.

### Portraits
Le portrait du maréchal de Tessé a été peint en 1700 par Hyacinthe Rigaud. Il en existe plusieurs répliques et une gravure.
Un autre portrait de lui, attribué à Jacques Laumosnier et d'assez grandes dimensions (1 m 60 x 1 m 18), est vendu le 18 juin 2023 par l'étude Herbette, à Doullens.

### Sources et bibliographie
- Treuttel et Würtz, Mémoires et Lettres du maréchal de Tessé, vol. I, Paris, Strasbourg, Treuttel et Würtz, 1806